# HIFK Fotboll
HIFK Fotboll – fiński klub piłkarski z siedzibą w Helsinkach, stolicy państwa. Sekcja piłkarska HIFK.

## Osiągnięcia
- Mistrz Finlandii (7): 1930, 1931, 1933, 1937, 1947, 1959, 1961
- Puchar Finlandii: 1959 (finalista)

## Historia
Klub założony został w 1897 roku. W 1930 roku klub debiutował w najwyższej lidze mistrzostw, a w 1972 po raz ostatni zagrał w niej, po czym spadł do drugiej ligi. W 2015 znów wrócił do Veikkausliiga, z której spadł w 2017. Po roku powrócił do Veikkausliiga.

## Europejskie puchary
Legenda do wszystkich tabel:
- Q – runda eliminacyjna, 1/16, 1/8, 1/4, 1/2 – odpowiednia faza rozgrywek, Grupa – runda grupowa, 1r gr – pierwsza runda grupowa, 2r gr – druga runda grupowa, F – finał, R – runda, PO – play-off
- k. – rzuty karne, los. – losowanie, Dogr. – dogrywka, w. – zasada bramek strzelonych na wyjeździe

| Sezon   | Rozgrywki     | Runda | Przeciwnik     | Dom | Wyjazd | Ogólnie |
| ------- | ------------- | ----- | -------------- | --- | ------ | ------- |
| 1960/61 | Puchar Europy | Q     | IFK Malmö      | 1–3 | 1–2    | 2–5     |
| 1962/63 | Puchar Europy | Q     | Austria Wiedeń | 0–2 | 3–5    | 3–7     |
| 1971/72 | Puchar UEFA   | 1R    | Rosenborg      | 0–1 | 0–3    | 0–4     |